# ロータス・95T
ロータス95T (Lotus 95T) は、チーム・ロータスが1984年のF1世界選手権参戦用に開発したフォーミュラカー。設計はジェラール・ドゥカルージュ。1984年の開幕戦から最終戦まで実戦投入された。1985年には95Tをベースとして、CART参戦用の車両である96が開発された。

## 95T
1984年からレギュレーション変更により、レース中に使用することが出来る燃料が250リットルから220リットルへと減少したため、前年の94Tよりも小型化されている。エンジンは前年に引き続きルノーV6ターボを使用し、タイヤはピレリからグッドイヤーに戻っている。

## 1984年シーズン
ドライバーは前年に引き続き、エリオ・デ・アンジェリスとナイジェル・マンセル。開幕戦のブラジルGPでは、デ・アンジェリスがポールポジションを獲得するが、決勝は3位に終わる。第6戦モナコGPでは、マンセルが予選2位から初めてトップを走行するが、大雨の中でコース上の白線に乗ってスリップし、ガードレールにヒットしてリアセクションを破壊してリタイアした。第9戦アメリカGP（ダラス）では、マンセルがポールポジション、デ・アンジェリスが予選2番手につけ、ロータスがフロントロウを独占した。決勝ではマンセルが好走するものの、チェッカー目前で壁にヒットし、ミッションを壊して停止してしまう。マンセルは自らマシンを押してチェッカーを目指すも、途中で気絶してコース上に倒れてしまい、結果的に6位完走扱いに終わった。一方、デ・アンジェリスは3位でフィニッシュしている。デ・アンジェリスがコンスタントにポイントを稼ぐ一方で、マンセルは自身のミスやマシントラブルが相次ぎ、思うようにポイントを獲得できなかった。95Tの弱点はギアボックスの信頼性であった。
コンストラクターランキングは、マクラーレン、フェラーリに続いて3位となり、エリオ・デ・アンジェリスは未勝利ながら、ドライバーズランキング3位となった。

## スペック

### シャーシ
- シャーシ名 95T
- サスペンション プルロッド式ダブルウィッシュボーン
- ホイールベース 2,720mm
- 前トレッド 1,800mm
- 後トレッド 1,600mm
- 重量 540kg
- ホイール ダイマグ
- タイヤ グッドイヤー
- ダンパー コニ

### エンジン
- エンジン名 ルノーEF4B
- 気筒数・角度 V型6気筒・90度
- 排気量 1,500cc
- スパークプラグ チャンピオン
- 燃料・潤滑油 エルフ

## 記録
- コンストラクターズランキング3位。
- ドライバーズランキング3位（エリオ・デ・アンジェリス）1PP 決勝最高位2位1回
- ドライバーズランキング9位（ナイジェル・マンセル）1PP 決勝最高位3位2回

| 年   | No. | ドライバー       | 1   | 2   | 3   | 4   | 5   | 6   | 7   | 8   | 9   | 10  | 11  | 12  | 13  | 14  | 15  | 16  | ポイント | ランキング |
| ---- | --- | ---------------- | --- | --- | --- | --- | --- | --- | --- | --- | --- | --- | --- | --- | --- | --- | --- | --- | -------- | ---------- |
| 1984 |     |                  | BRA | RSA | BEL | SMR | FRA | MON | CAN | DET | DAL | GBR | GER | AUT | NED | ITA | EUR | POR | 47       | 3位        |
| 1984 | 11  | デ・アンジェリス | 3   | 7   | 5   | 3   | 5   | 5   | 4   | 2   | 3   | 4   | Ret | Ret | 4   | Ret | Ret | 5   | 47       | 3位        |
| 1984 | 12  | マンセル         | Ret | Ret | Ret | Ret | 3   | Ret | 6   | Ret | 6   | Ret | 4   | Ret | 3   | Ret | Ret | Ret | 47       | 3位        |

- 太字はポールポジション。